# 牛頓阿博特 (英國國會選區)
牛頓阿博特（英語：Newton Abbot），英國國會一郡選區，包括英格蘭西南部德文郡東部，包括廷布里奇區東南部。
本區創返於2010年。在2010年大選中保守黨的安-瑪麗·莫里斯以43.0%選票、523票之差首次當選。